# Manfred Braschler
Manfred Braschler (Imst, 8 oktober 1958 - 2 augustus 2002) was een Zwitsers voetballer met Oostenrijkse afkomst die speelde als aanvaller.

## Carrière
Braschler maakte in 1977 zijn profdebuut voor de Oostenrijkse club SSW Innsbruck waar hij speelde tot in 1982. In 1978 en 1979 won hij met de club de beker. Hij ging in 1982 spelen voor FC St. Gallen waarbij hij speelde tot in 1989 toen hij voor nog twee jaar naar FC Chur trok.
Hij speelde twintig interlands voor Zwitserland waarin hij niet kon scoren.
Hij overleed op 43-jarige leeftijd in 2002.

## Erelijst
- SSW Innsbruck
  - Oostenrijkse voetbalbeker: 1978, 1979